# Fernando Olivié González-Pumariega
Fernando Olivié González-Pumariega (Madrid, 1925 - Ibidem,1 de marzo de 2021) fue un diplomático español. Embajador de España en: Paraguay (1970-1973), Colombia (1973-1977), Yugoslavia (1977-1981), Bélgica (1982-1985) y Polonia (1986-1990).

## Carrera diplomática
Ingresó en la Escuela Diplomática en 1948. Su primer destino en el extranjero le llevó a Canadá como cónsul Adjunto en Montreal (1950); posteriormente fue Secretario de la Embajada de España en Ottawa (1953). En 1954 fue destinado al Ministerio de Asuntos Exteriores, donde desempeñó diversos cargos: Director de Asuntos Políticos para Filipinas y Extremo Oriente (1961); Director de Asuntos Políticos de Europa Occidental (1962); y director general de Europa (1966-1970), donde a las órdenes del ministro Fernando María Castiella, participó activamente en el debate sobre Gibraltar en Naciones Unidas, lo que le convirtió en un experto en el contencioso hispanobritánico sobre el Peñón.
En 1970 fue nombrado embajador en Paraguay donde permaneció hasta 1973, y posteriormente asumió la representación diplomática de España en Colombia (1973-1977), Yugoslavia (1977-1981), Bélgica (1982-1985) y Polonia (1986-1990), donde se jubiló.
Con todo, en 1997 fue designado Adjunto Civil al Director del CESEDEN.
Tuvo seis hijos: Fernando, Paloma, Gonzalo, Guillermo, Rodrigo e Iliana.

## Distinciones
Recibió las siguientes distinciones:
- Gran Cruz de la Orden del Mérito Civil.[12]
- Gran Cruz de la Orden del Mérito Naval
- Gran Cruz de la Orden del Mérito Militar
- Gran Cruz de la Orden del Mérito Aeronáutico
- Encomienda de la Orden de Isabel la Católica
- Encomienda de la Orden de Carlos III
- Comendador de la Orden al Mérito de la República Francesa
- Comendador de la Orden al Mérito de la República de Italia
- Comendador de la Orden al Mérito de Alemania
- Orden de la Legión de Honor (Francia)
- Hijo adoptivo de Illas (Asturias).[13]

## Obras
- Canadá, una Monarquía Americana
- La Herencia de un Imperio Roto. Dos siglos de política exterio española
- "Gibraltar y la Política Exterior de España" en Estudios sobre Gibraltar